# Olympique Gymnaste Club de Nice Côte d'Azur 2017-2018
Questa voce raccoglie le informazioni riguardanti l'Olympique Gymnaste Club de Nice Côte d'Azur nelle competizioni ufficiali della stagione 2017-2018.

## Organigramma societario
Area direttiva
- Presidente: Jean-Pierre Rivère
- Direttore generale: Julien Fournier
- Direttore generale amministrazione e finanze: Sébastien Collin
- Direttore centro di formazione: Alain Wathelet

Area organizzativa
- Direttore della sicurezza: Samuel Guillardeau

Area comunicazione
- Direttore della comunicazione e delle relazioni esterne: Virginie Rossetti
- Ufficio stampa: Laurent Oreggia

Area marketing
- Direttore marketing: Richard Elkaim

Area reclutamento
- Reclutatore: Serge Recordier
- Responsabile del reclutamento: Franck Sale

Area tecnica
- Direttore sportivo: Olivier Dall'Aglio
- Allenatore: Lucien Favre
- Allenatore in seconda: Frédéric Gioria, Adrian Ursea, Guy Mengual
- Preparatore dei portieri: Lionel Letizi
- Preparatori atletici: Alexandre Dellal, Bernard Cora, Emmanuel Vallance

Area sanitaria
- Medico sociale: Jean-Philippe Gilari
- Massaggiatori: Philippe Boulon, Rémy Garcia

## Rosa
| N. |                           | Ruolo | Calciatore          |
| -- | ------------------------- | ----- | ------------------- |
| 2  | Francia (bandiera)        | D     | Arnaud Souquet      |
| 3  | Francia (bandiera)        | D     | Gautier Lloris      |
| 4  | Brasile (bandiera)        | D     | Marlon              |
| 5  | Francia (bandiera)        | C     | Adrien Tameze       |
| 6  | Costa d'Avorio (bandiera) | C     | Jean Seri           |
| 7  | Francia (bandiera)        | A     | Allan Saint-Maximin |
| 8  | Francia (bandiera)        | C     | Pierre Lees-Melou   |
| 9  | Italia (bandiera)         | A     | Mario Balotelli     |
| 10 | Paesi Bassi (bandiera)    | C     | Wesley Sneijder     |
| 11 | Tunisia (bandiera)        | C     | Bassem Srarfi       |
| 12 | Senegal (bandiera)        | D     | Racine Coly         |
| 13 | Francia (bandiera)        | C     | Valentin Eysseric   |
| 14 | Francia (bandiera)        | A     | Alassane Pléa       |
| 15 | Francia (bandiera)        | D     | Patrick Burner      |
| 16 | Francia (bandiera)        | P     | Simon Pouplin       |
| 18 | Francia (bandiera)        | C     | Rémi Walter         |
| 19 | Francia (bandiera)        | C     | Vincent Marcel      |
| 20 | Francia (bandiera)        | D     | Maxime Le Marchand  |
| 21 | Francia (bandiera)        | C     | Nampalys Mendy      |

| N. |                       | Ruolo | Calciatore            |
| -- | --------------------- | ----- | --------------------- |
| 22 | Francia (bandiera)    | C     | Arnaud Lusamba        |
| 24 | Francia (bandiera)    | D     | Christophe Jallet     |
| 25 | Francia (bandiera)    | C     | Wylan Cyprien         |
| 26 | Francia (bandiera)    | C     | Vincent Koziello      |
| 27 | Francia (bandiera)    | C     | Jean-Victor Makengo   |
| 28 | Francia (bandiera)    | D     | Olivier Boscagli      |
| 29 | Brasile (bandiera)    | D     | Dalbert               |
| 29 | Francia (bandiera)    | A     | Mickaël Le Bihan      |
| 30 | Francia (bandiera)    | P     | Yoan Cardinale        |
| 31 | Brasile (bandiera)    | D     | Dante                 |
| 32 | Francia (bandiera)    | D     | Malang Sarr           |
| 33 | Madagascar (bandiera) | C     | Albert Rafetraniaina  |
| 34 | Francia (bandiera)    | A     | Hicham Mahou          |
| 35 | Francia (bandiera)    | D     | Romain Perraud        |
| 37 | Camerun (bandiera)    | A     | Ignatius Ganago       |
| 40 | Argentina (bandiera)  | P     | Walter Daniel Benítez |
| 50 | Francia (bandiera)    | P     | Yannis Clementia      |
| -  | Francia (bandiera)    | C     | Ihsan Sacko           |

## Calciomercato

### Sessione estiva(dal 09/06 al 31/08)
| Acquisti         | Acquisti              | Acquisti        | Acquisti                       |
| R.               | Nome                  | da              | Modalità                       |
| ---------------- | --------------------- | --------------- | ------------------------------ |
| P                | Mouez Hassen          | Southampton     | fine prestito                  |
| D                | Racine Coly           | Brescia         | definitivo (3,5 milioni €)     |
| D                | Christophe Jallet     |                 | svincolato                     |
| D                | Marlon                | Barcellona      | prestito                       |
| C                | Pierre Lees-Melou     | Digione         | definitivo                     |
| C                | Jean-Victor Makengo   | Caen            | definitivo                     |
| C                | Nampalys Mendy        | Leicester       | prestito                       |
| C                | Wesley Sneijder       |                 | svincolato                     |
| C                | Adrien Tameze         | Valenciennes    | definitivo (800.000+100.000 €) |
| A                | Saïd Benrahma         | Gazélec Ajaccio | fine prestito                  |
| A                | Dorian Caddy          | Clermont Foot   | fine prestito                  |
| A                | Franck Honorat        | Sochaux         | fine prestito                  |
| A                | Allan Saint-Maximin   | Monaco          | definitivo                     |
| Altre operazioni |                       |                 |                                |
| R.               | Nome                  | da              | Modalità                       |
| A                | Ignatius Knepe Ganago |                 | svincolato                     |

| Cessioni         | Cessioni          | Cessioni    | Cessioni                  |
| R.               | Nome              | a           | Modalità                  |
| ---------------- | ----------------- | ----------- | ------------------------- |
| P                | Mouez Hassen      | Châteauroux | prestito                  |
| D                | Paul Baysse       |             | svincolato                |
| D                | Olivier Boscagli  | Nîmes       | prestito                  |
| D                | Dalbert           | Inter       | definitivo (28 milioni €) |
| D                | Ricardo Pereira   | Porto       | fine prestito             |
| C                | Younès Belhanda   | Dynamo Kiev | fine prestito             |
| C                | Valentin Eysseric | Fiorentina  | definitivo (4 milioni €)  |
| C                | Mounir Obbadi     |             | svincolato                |
| A                | Saïd Benrahma     | Châteauroux | prestito                  |
| A                | Alexy Bosetti     |             | svincolato                |
| A                | Dorian Caddy      |             | svincolato                |
| A                | Bryan Constant    |             | svincolato                |
| A                | Anastasios Donis  | Juventus    | fine prestito             |
| A                | Franck Honorat    |             | svincolato                |
| Altre operazioni |                   |             |                           |
| R.               | Nome              | a           | Modalità                  |
| C                | Arnaud Guedj      |             | svincolato                |
| C                | Alvaro Ngamba     | Paganese    | definitivo                |

### Sessione invernale(dal 01/01 al 31/01)
| Acquisti | Acquisti    | Acquisti   | Acquisti   |
| R.       | Nome        | da         | Modalità   |
| -------- | ----------- | ---------- | ---------- |
| C        | Ihsan Sacko | Strasburgo | definitivo |

| Cessioni | Cessioni        | Cessioni        | Cessioni   |
| R.       | Nome            | a               | Modalità   |
| -------- | --------------- | --------------- | ---------- |
| D        | Gautier Lloris  | Gazélec Ajaccio | prestito   |
| C        | Wesley Sneijder |                 | svincolato |
| C        | Rémi Walter     | Troyes          | prestito   |

## Risultati

### Ligue 1

#### Girone di andata
| Arbitro: | Letexier |

|          |           |  |
| Bamba 4’ | Marcatori |  |

| Arbitro: | Thual |

|                 |           |                      |
| Pléa 64’ (rig.) | Marcatori | 54’ Niane 85’ Khaoui |

| Arbitro: | Millot |

|                     |           |  |
| Pléa 45’ Walter 47’ | Marcatori |  |

| Arbitro: | Hamel |

|                            |           |  |
| Kakuta 15’ Konaté 28’, 88’ | Marcatori |  |

| Arbitro: | Turpin |

|                                              |           |  |
| Balotelli 6’ (rig.), 60’ Pléa 18’ Ganago 85’ | Marcatori |  |

| Arbitro: | Rainville |

|  |           |               |
|  | Marcatori | 79’ Balotelli |

| Arbitro: | Letexier |

|                                        |           |                              |
| Balotelli 40’ (rig.) Traoré 77’ (aut.) | Marcatori | 12’ Pavlović 34’ Toko Ekambi |

| Arbitro: | Bastien |

|                       |           |                                                         |
| Balotelli 4’ Seri 16’ | Marcatori | 26’, 44’ Ocampos 40’ (aut.) Lees-Melou 48’ Luiz Gustavo |

| Arbitro: | Brisard |

|                          |           |  |
| Sessègnon 55’ Mbenza 74’ | Marcatori |  |

| Arbitro: | Rainville |

|                       |           |                   |
| Lees-Melou 54’ (rig.) | Marcatori | 23’, 49’ Da Costa |

| Arbitro: | Chapron |

|                                 |           |  |
| Cavani 3’, 31’ Dante 52’ (aut.) | Marcatori |  |

| Arbitro: | Thual |

|                      |           |  |
| Balotelli 40’ (rig.) | Marcatori |  |

| Arbitro: | Desiage |

|               |           |                |
| Rodelin 90+3’ | Marcatori | 40’ Lees-Melou |

| Arbitro: | Schneider |

|  |           |                                                  |
|  | Marcatori | 5’, 37’ Depay 19’ Cornet 27’ Mariano 79’ Maolida |

| Arbitro: | Hamel |

|           |           |                                   |
| Delort 3’ | Marcatori | 80’ (rig.) Balotelli 90+1’ Srarfi |

| Arbitro: | Lesage |

|                                         |           |          |
| Pléa 7’ Balotelli 56’ Saint-Maximin 71’ | Marcatori | 30’ Roux |

| Arbitro: | Miguelgorry |

|            |           |                        |
| Bammou 12’ | Marcatori | 42’ Pléa 75’ Balotelli |

| Arbitro: | Buquet |

|               |           |  |
| Balotelli 36’ | Marcatori |  |

| Arbitro: | Schneider |

|              |           |            |
| El Ghazi 68’ | Marcatori | 38’ Srarfi |

#### Girone di ritorno
| Arbitro: | Delerue |

|                |           |  |
| Lees-Melou 66’ | Marcatori |  |

| Arbitro: | Letexier |

|                           |           |                    |
| Diakhaby 33’ Falcao 90+2’ | Marcatori | 47’, 68’ Balotelli |

| Arbitro: | Schneider |

|             |           |  |
| Cyprien 22’ | Marcatori |  |

| Arbitro: | Hamel |

|               |           |               |
| Roux 50’, 62’ | Marcatori | 58’ Balotelli |

| Arbitro: | Gautier |

|  |           |            |
|  | Marcatori | 67’ Gradel |

| Arbitro: | Rainville |

|                                        |           |                         |
| Tavares 61’, 78’ (rig.) Chang-Hoon 85’ | Marcatori | 66’ Lees-Melou 68’ Pléa |

| Arbitro: | Turpin |

|          |           |                 |
| Dante 5’ | Marcatori | 27’ (rig.) Sala |

| Bordeaux 25 febbraio 2018, ore 15:00 CET 27ª giornata | Bordeaux  | 0 – 0 referto | Nizza | Stade Matmut-Atlantique (23.027 spett.)\| Arbitro: \| Schneider \| |
| Arbitro:                                              | Schneider |               |       |                                                                    |

| Arbitro: | Leonard |

|                          |           |            |
| Balotelli 5’ Cyprien 80’ | Marcatori | 51’ Araújo |

| Arbitro: | Jochem |

|                              |           |                                      |
| Grenier 9’ (rig.) Marlon 84’ | Marcatori | 24’, 47’, 58’, 90+2’ Pléa 86’ Srarfi |

| Arbitro: | Letexier |

|                   |           |                             |
| Saint-Maximin 17’ | Marcatori | 21’ Di María 82’ Dani Alves |

| Arbitro: | Hamel |

|  |           |               |
|  | Marcatori | 17’, 83’ Pléa |

| Arbitro: | Brisard |

|          |           |                |
| Pléa 17’ | Marcatori | 27’ Bourigeaud |

| Arbitro: | Turpin |

|             |           |          |
| Fulgini 84’ | Marcatori | 67’ Pléa |

| Arbitro: | Buquet |

|                |           |  |
| Lees-Melou 59’ | Marcatori |  |

| Arbitro: | Delerue |

|           |           |                      |
| Saadi 21’ | Marcatori | 59’ (rig.) Balotelli |

| Arbitro: | Gautier |

|                       |           |              |
| Germain 13’ Payet 72’ | Marcatori | 5’ Balotelli |

| Arbitro: | Schneider |

|                                                     |           |             |
| Balotelli 3’, 11’ (rig.) Saint-Maximin 36’ Seri 72’ | Marcatori | 76’ Kouakou |

| Arbitro: | Bastien |

|                      |           |               |
| Mephis 48’, 65’, 86’ | Marcatori | 18’, 88’ Pléa |

### Coupe de France

#### Fase a eliminazione diretta
| Arbitro: | Brisard |

|             |           |  |
| Somália 51’ | Marcatori |  |

### Coupe de la Ligue

#### Fase a eliminazione diretta
| Arbitro: | Jochem |

|                                               |                      |                              |
| Araújo 7’                                     | Marcatori            | 58’ Balotelli                |
| Araújo Alonso Thiago Mendes El Ghazi Bissouma | Tiri di rigore 2 – 3 | Lees-Melou Cyprien Pléa Seri |

| Arbitro: | Turpin |

|          |           |                       |
| Pléa 18’ | Marcatori | 3’ Lemar 37’ Diakhaby |

### Champions League

#### Turni preliminari
| Arbitro: | del Cerro Grande |

|               |           |                 |
| Balotelli 32’ | Marcatori | 49’ van de Beek |

| Arbitro: | Marriner |

|                             |           |                       |
| van de Beek 26’ Sánchez 57’ | Marcatori | 3’ Souquet 79’ Marcel |

| Arbitro: | Marciniak |

|                                 |           |  |
| Mertens 13’ Jorginho 70’ (rig.) | Marcatori |  |

| Arbitro: | Skomina |

|  |           |                          |
|  | Marcatori | 48’ Callejón 89’ Insigne |

### Europa League

#### Fase a gironi
| Arbitro: | Palabıyık |

|                |           |                                                         |
| Leya Iseka 46’ | Marcatori | 16’, 20’ Pléa 28’ Dante 69’ Saint-Maximin 74’ Balotelli |

| Arbitro: | Eskov |

|                                 |           |  |
| Pléa 16’, 82’ Saint-Maximin 45’ | Marcatori |  |

| Arbitro: | Thomson |

|              |           |                                      |
| Balotelli 4’ | Marcatori | 5’ Caicedo 65’, 89’ Milinković-Savić |

| Arbitro: | Manzano |

|                          |           |  |
| Le Marchand 90+3’ (aut.) | Marcatori |  |

| Arbitro: | Banti |

|                                     |           |                |
| Balotelli 5’ (rig.), 31’ Tameze 86’ | Marcatori | 81’ Hamalainen |

| Arbitro: | Schärer |

|                |           |  |
| Castaignos 84’ | Marcatori |  |

#### Fase a eliminazione diretta
| Arbitro: | Kovács |

|                          |           |                                       |
| Balotelli 4’, 28’ (rig.) | Marcatori | 45’ (rig.), 69’, 77’ Manuel Fernandes |

| Arbitro: | Královec |

|             |           |  |
| Denisov 30’ | Marcatori |  |

## Statistiche

### Statistiche di squadra
| Competizione      | Punti | In casa | In casa | In casa | In casa | In casa | In casa | In trasferta | In trasferta | In trasferta | In trasferta | In trasferta | In trasferta | Totale | Totale | Totale | Totale | Totale | Totale | DR |
| Competizione      | Punti | G       | V       | N       | P       | Gf      | Gs      | G            | V            | N            | P            | Gf           | Gs           | G      | V      | N      | P      | Gf     | Gs     | DR |
| ----------------- | ----- | ------- | ------- | ------- | ------- | ------- | ------- | ------------ | ------------ | ------------ | ------------ | ------------ | ------------ | ------ | ------ | ------ | ------ | ------ | ------ | -- |
| Ligue 1           | 54    | 19      | 10      | 3       | 6       | 29      | 23      | 19           | 5            | 6            | 8            | 24           | 29           | 38     | 15     | 9      | 14     | 53     | 52     | +1 |
| Coupe de France   | -     | -       | -       | -       | -       | -       | -       | 1            | 0            | 0            | 1            | 0            | 1            | 1      | 0      | 0      | 1      | 0      | 1      | -1 |
| Coupe de la Ligue | -     | 1       | 0       | 0       | 1       | 1       | 2       | 1            | 0            | 1            | 0            | 1            | 1            | 2      | 0      | 1      | 1      | 2      | 3      | -1 |
| Champions League  | -     | 2       | 0       | 1       | 1       | 1       | 3       | 2            | 0            | 1            | 1            | 2            | 4            | 4      | 0      | 2      | 2      | 3      | 7      | -4 |
| Europa League     | -     | 4       | 2       | 0       | 2       | 9       | 7       | 4            | 1            | 0            | 3            | 5            | 4            | 8      | 3      | 0      | 5      | 14     | 11     | +3 |
| Totale            | -     | 26      | 12      | 4       | 10      | 40      | 35      | 27           | 6            | 8            | 13           | 32           | 39           | 53     | 18     | 12     | 23     | 72     | 74     | -2 |

### Andamento in campionato
| Giornata  | 1  | 2  | 3  | 4  | 5  | 6 | 7 | 8  | 9  | 10 | 11 | 12 | 13 | 14 | 15 | 16 | 17 | 18 | 19 | 20 | 21 | 22 | 23 | 24 | 25 | 26 | 27 | 28 | 29 | 30 | 31 | 32 | 33 | 34 | 35 | 36 | 37 | 38 |
| --------- | -- | -- | -- | -- | -- | - | - | -- | -- | -- | -- | -- | -- | -- | -- | -- | -- | -- | -- | -- | -- | -- | -- | -- | -- | -- | -- | -- | -- | -- | -- | -- | -- | -- | -- | -- | -- | -- |
| Luogo     | T  | C  | C  | T  | C  | T | C | C  | T  | C  | T  | C  | T  | C  | T  | C  | T  | C  | T  | C  | T  | C  | T  | C  | T  | C  | T  | C  | T  | C  | T  | C  | T  | C  | T  | T  | C  | T  |
| Risultato | P  | P  | V  | P  | V  | V | N | P  | P  | P  | P  | V  | N  | P  | V  | V  | V  | V  | N  | V  | N  | V  | P  | P  | P  | N  | N  | V  | V  | P  | V  | N  | N  | V  | N  | P  | V  | P  |
| Posizione | 14 | 15 | 11 | 17 | 11 | 8 | 9 | 10 | 14 | 15 | 17 | 16 | 17 | 18 | 14 | 13 | 8  | 6  | 6  | 6  | 6  | 6  | 6  | 7  | 9  | 9  | 9  | 8  | 7  | 8  | 7  | 7  | 6  | 5  | 7  | 7  | 6  | 8  |

Fonte:  Classements, su lfp.fr, LFP.
Legenda:

Luogo: C = Casa; T = Trasferta. Risultato: V = Vittoria; N = Pareggio; P = Sconfitta.

### Statistiche dei giocatori
| Giocatore        | Ligue 1  | Ligue 1 | Ligue 1     | Ligue 1    | Coupe de France Coupe de la Ligue | Coupe de France Coupe de la Ligue | Coupe de France Coupe de la Ligue | Coupe de France Coupe de la Ligue | Champions League Europa League | Champions League Europa League | Champions League Europa League | Champions League Europa League | Totale   | Totale | Totale      | Totale     |
| Giocatore        | Presenze | Reti    | Ammonizioni | Espulsioni | Presenze                          | Reti                              | Ammonizioni                       | Espulsioni                        | Presenze                       | Reti                           | Ammonizioni                    | Espulsioni                     | Presenze | Reti   | Ammonizioni | Espulsioni |
| ---------------- | -------- | ------- | ----------- | ---------- | --------------------------------- | --------------------------------- | --------------------------------- | --------------------------------- | ------------------------------ | ------------------------------ | ------------------------------ | ------------------------------ | -------- | ------ | ----------- | ---------- |
| M. Balotelli     | 27       | 18      | 11          | 1          | 0+1                               | 0+1                               | 0                                 | 0                                 | 2+7                            | 1+6                            | 1+3                            | 0                              | 37       | 26     | 15          | 1          |
| W. Benítez       | 27       | -35     | 3           | 0          | 0+1                               | -2                                | 0                                 | 0                                 | 0+4                            | -6                             | 0                              | 0                              | 32       | -43    | 3           | 0          |
| O. Boscagli      | 0        | 0       | 0           | 0          | -                                 | -                                 | -                                 | -                                 | 1+0                            | 0                              | 0                              | 0                              | 1        | 0      | 0           | 0          |
| P. Burner        | 13       | 0       | 2           | 0          | 1+2                               | 0                                 | 0+1                               | 0                                 | 1+5                            | 0                              | 0                              | 0                              | 22       | 0      | 3           | 0          |
| Y. Cardinale     | 10       | -16     | 2           | 0          | 1+1                               | -2                                | 0                                 | 0                                 | 4+4                            | -12                            | 0                              | 0                              | 20       | -30    | 2           | 0          |
| Y. Clementia     | 0        | -0      | 0           | 0          | -                                 | -                                 | -                                 | -                                 | 0                              | -0                             | 0                              | 0                              | 0        | -0     | 0           | 0          |
| R. Coly          | 7        | 0       | 3           | 0          | -                                 | -                                 | -                                 | -                                 | 0+2                            | 0                              | 0                              | 0+1                            | 9        | 0      | 3           | 1          |
| W. Cyprien       | 16       | 2       | 2           | 0          | 0+2                               | 0                                 | 0                                 | 0                                 | 0+3                            | 0                              | 0                              | 0                              | 21       | 2      | 2           | 0          |
| Dalbert          | 0        | 0       | 0           | 0          | -                                 | -                                 | -                                 | -                                 | 2+0                            | 0                              | 0                              | 0                              | 2        | 0      | 0           | 0          |
| Dante            | 32       | 1       | 11          | 1          | 1+2                               | 0                                 | 1+0                               | 0                                 | 4+8                            | 0+1                            | 0                              | 0                              | 47       | 2      | 12          | 1          |
| M. Diaby         | -        | -       | -           | -          | -                                 | -                                 | -                                 | -                                 | 0+1                            | 0                              | 0                              | 0                              | 1        | 0      | 0           | 0          |
| V. Eysseric      | 1        | 0       | 0           | 0          | -                                 | -                                 | -                                 | -                                 | 2+0                            | 0                              | 2+0                            | 0                              | 3        | 0      | 2           | 0          |
| I. Ganago        | 6        | 1       | 1           | 0          | 1+1                               | 0                                 | 0                                 | 0                                 | 1+2                            | 0                              | 0                              | 0                              | 11       | 1      | 1           | 0          |
| C. Jallet        | 15       | 0       | 4           | 0          | -                                 | -                                 | -                                 | -                                 | 2+5                            | 0                              | 0                              | 0                              | 22       | 0      | 4           | 0          |
| V. Koziello      | 15       | 0       | 3           | 0          | 0+1                               | 0                                 | 0                                 | 0                                 | 3+4                            | 0                              | 1+0                            | 1+0                            | 23       | 0      | 4           | 1          |
| M. Le Bihan      | 7        | 0       | 0           | 0          | -                                 | -                                 | -                                 | -                                 | -                              | -                              | -                              | -                              | 7        | 0      | 0           | 0          |
| M. Le Marchand   | 28       | 0       | 3           | 0          | 1+2                               | 0                                 | 0                                 | 0                                 | 4+5                            | 0                              | 0                              | 0                              | 40       | 0      | 3           | 0          |
| P. Lees-Melou    | 33       | 5       | 7           | 1          | 0+2                               | 0                                 | 0                                 | 0                                 | 4+7                            | 0                              | 1+1                            | 0                              | 46       | 5      | 9           | 1          |
| G. Lloris        | 0        | 0       | 0           | 0          | -                                 | -                                 | -                                 | -                                 | 0                              | 0                              | 0                              | 0                              | 0        | 0      | 0           | 0          |
| A. Lusamba       | 4        | 0       | 0           | 0          | -                                 | -                                 | -                                 | -                                 | 0+3                            | 0                              | 0                              | 0                              | 7        | 0      | 0           | 0          |
| H. Mahou         | 3        | 0       | 0           | 0          | 1+0                               | 0                                 | 0                                 | 0                                 | 0                              | 0                              | 0                              | 0                              | 4        | 0      | 0           | 0          |
| J. Makengo       | 4        | 0       | 1           | 0          | 0+1                               | 0                                 | 0                                 | 0                                 | 0+2                            | 0                              | 0+1                            | 0                              | 7        | 0      | 2           | 0          |
| V. Marcel        | 2        | 0       | 0           | 0          | -                                 | -                                 | -                                 | -                                 | 3+0                            | 1+0                            | 0                              | 0                              | 5        | 1      | 0           | 0          |
| Marlon           | 22       | 0       | 6           | 1          | 0+1                               | 0                                 | 0+1                               | 0                                 | 0+3                            | 0                              | 0                              | 0                              | 26       | 0      | 7           | 1          |
| N. Mendy         | 14       | 0       | 2           | 0          | 1+0                               | 0                                 | 0                                 | 0                                 | 0+4                            | 0                              | 0+1                            | 0                              | 19       | 0      | 3           | 0          |
| R. Perraud       | 1        | 0       | 0           | 0          | -                                 | -                                 | -                                 | -                                 | 0+2                            | 0                              | 0                              | 0                              | 3        | 0      | 0           | 0          |
| A. Pléa          | 35       | 16      | 7           | 0          | 1+2                               | 0+1                               | 0                                 | 0                                 | 3+8                            | 0+4                            | 2+0                            | 1+0                            | 49       | 21     | 9           | 1          |
| S. Pouplin       | -        | -       | -           | -          | -                                 | -                                 | -                                 | -                                 | -                              | -                              | -                              | -                              | -        | -      | -           | -          |
| A. Rafetraniaina | -        | -       | -           | -          | -                                 | -                                 | -                                 | -                                 | -                              | -                              | -                              | -                              | -        | -      | -           | -          |
| I. Sacko         | 8        | 0       | 1           | 0          | -                                 | -                                 | -                                 | -                                 | 0+1                            | 0                              | 0                              | 0                              | 9        | 0      | 1           | 0          |
| A. Saint-Maximin | 29       | 3       | 1           | 0          | 1+1                               | 0                                 | 0                                 | 0                                 | 2+4                            | 0+2                            | 0+1                            | 0                              | 37       | 5      | 2           | 0          |
| M. Sarr          | 21       | 0       | 1           | 0          | 1+1                               | 0                                 | 0                                 | 0                                 | 3+3                            | 0                              | 1+1                            | 0                              | 29       | 0      | 3           | 0          |
| J. Seri          | 30       | 2       | 5           | 0          | 1+2                               | 0                                 | 0                                 | 0                                 | 4+5                            | 0                              | 1+0                            | 0                              | 42       | 2      | 6           | 0          |
| W. Sneijder      | 5        | 0       | 0           | 0          | -                                 | -                                 | -                                 | -                                 | 1+2                            | 0                              | 0                              | 0                              | 8        | 0      | 0           | 0          |
| A. Souquet       | 28       | 0       | 4           | 0          | 1+1                               | 0                                 | 0                                 | 0                                 | 4+4                            | 1+0                            | 0                              | 0                              | 38       | 1      | 4           | 0          |
| B. Srarfi        | 25       | 3       | 1           | 0          | 1+2                               | 0                                 | 0                                 | 0                                 | 2+4                            | 0                              | 0+1                            | 0                              | 34       | 3      | 2           | 0          |
| A. Tameze        | 25       | 0       | 3           | 0          | 1+2                               | 0                                 | 1+0                               | 0                                 | 1+6                            | 0+1                            | 0                              | 0                              | 35       | 1      | 4           | 0          |
| R. Walter        | 8        | 1       | 0           | 0          | -                                 | -                                 | -                                 | -                                 | 2+3                            | 0                              | 0                              | 0                              | 13       | 1      | 0           | 0          |